# 大陸棚限界委員会
大陸棚限界委員会（たいりくだなげんかいいいんかい、英: Commission on the Limits of the Continental Shelf (CLCS)） は、国際連合に属する委員会。

## 概要
国連海洋法条約は、沿岸国の領海を越える海面下の区域の海底及びその下にあって領海の基線から200海里の距離までのものを当該沿岸国の大陸棚とすることを規定するとともに、大陸縁辺部が200海里を超えて延びている場合、この条約が定める一定の条件の下で200海里を超えて大陸棚を設定できる旨を規定している。このことは、国連海洋法条約の第76条に示されており、1980年8月29日に 国連海洋法条約の附属書IIを含む覚書を採択し、当員会はこれを根拠に設置されている。
沿岸国が領海の基線から200海里を超える大陸棚を設定しようとする場合は、200海里を超える大陸棚に関する情報を大陸棚限界委員会に提出することになっている。 大陸棚限界委員会は、国連海洋法条約の関連規定及び同委員会が採択した「科学的・技術的ガイドライン」に従って、沿岸国が提出した情報を検討し勧告を行う。沿岸国がその勧告に基づいて設定した大陸棚の限界は、最終的なものとし、かつ、拘束力を有する。
委員会では、大陸棚の外側の限界が200海里を超えて延びている区域における当該限界に関して沿岸国が提出したデータ等を検討し、国連海洋法条約第76条等に従って勧告を行う。
沿岸国の要請がある場合には、上記のデータの作成に関して科学上及び技術上の助言を与える。

## 参照
1. 1 2 3  外務省 大陸棚限界委員会
2. ↑  Commission on the Limits of the Continental Shelf (CLCS)